# Giovanni Gallurese
Giovanni Gallurese è un'opera lirica di Italo Montemezzi, su libretto di Francesco D'Angelantonio.

## Trama
L'azione si svolge in Sardegna territorio di Osilo XVII secolo, durante la tirannide spagnola.

### Atto I
L'opera è ambientata nel XVII secolo, durante un periodo in cui la Sardegna era sotto l'occupazione spagnola . Il sipario si alza su una scena rustico caratteristico. È mattina presto. Giovanni appare, rimugina, e ascolta la canzone di un ragazzo fuori scena pastore. Giovanni risponde, commentando la bellezza della canzone e il sorgere del sole, contrasto con la propria misera vita da fuorilegge resistere l'occupazione spagnola. Disperato, egli dice che la vita non è degna di essere vissuta e può anche morire. Nelle vicinanze si trova la casetta di Nuvis, un vecchio mugnaio. Giovanni è innamorato della figlia di Nuvis, Maria, che egli ha adorato da lontano, ma non ha mai incontrato. Egli conclude la sua aria salutare prima di correre fuori dal palco.
Ora Rivegas, un catalano (spagnolo), appare insieme con i suoi due scagnozzi, Josè e Tropéa, furtivamente su. Egli racconta come ha brama di Maria, e poi nasconde mentre lei esce in giardino. Maria ammira i fiori nel suo giardino e canta in lode del sole per dare vita a loro. Dopo la sua canzone, Rivegas ei suoi uomini uscire dalla clandestinità e la rapirono. Grida.
Giovanni, che non ha ancora ucciso, sentito l'urlo e arriva di corsa indietro. Combatte i rapitori, uccidendo Tropea, che cade giù da una rupe nel canyon sottostante, e l'invio agli altri in fuga. Prende Maria, che ha perso i sensi, e la riportò a suo padre, Nuvis. Nuvis presuppone che i rapitori devono essere stati dalla banda di galluresi, un noto bandito che egli ha sentito su cose cattive. Quando Maria ravviva, esprime il suo amore per il bel tenore che l'ha salvata, e lei gli chiede il nome. Non volendo dire loro la sua vera identità, lui dice che si chiama "Bôre" (in Sardo, Salvatore). Egli chiede loro se hanno mai visto il famigerato Gallurese e gli dicono che non hanno.
Maria e Nuvis tornano nella casa, mentre Giovanni rimane fuori e si accanisce contro gli spagnoli. Maria si sente cantare all'interno della casa. Lei viene fuori in giardino, raccontando i suoi fiori che lei è innamorata. Notando che Giovanni è ancora lì, lei è momentaneamente in imbarazzo, ma riacquista la sua compostezza e gli chiede perché è così triste. Lui le dice che prima di oggi si disperava della vita, ma ora che l'ha incontrato ha trovato la felicità, finalmente. Segue un lungo duetto d'amore, con la solita poesia lirica, e che conclude il primo atto.

### Atto II
Il secondo atto si trova nella città vicina, dotata delle tradizionali locali d'opera: una piazza, una chiesa, una taverna. Nella taverna, Rivegas beve e gozzoviglia con alcuni altri uomini. Maria e Nuvis sono in piazza, in attesa di "Bôre", che avrebbe dovuto incontrarli lì. Nella piazza gli abitanti danzano e cantano. La canzone è in una sorta di dialetto che presumo sia sarda. Giovanni arriva, accompagnato dal suo compatriota Bastiano. Giovanni commenta che egli anela a poter celebrare in maniera spensierata come facevano la gente del paese. Maria viene a salutare Giovanni e Bastiano li lascia. Cantano un altro bel duetto.
Gli abitanti sono ormai entrati nella chiesa, dove iniziano a cantare un inno a S. Antonio. In una scena meravigliosamente costruita, la musica dell'inno è combinato sia con la conversazione in piazza, e quella degli uomini nella taverna. Come Maria invita "Bôre" per unirsi a lei e suo padre in chiesa, Giovanni ascolta Rivegas all'interno della taverna che vanta per i suoi amici. Rivegas sta dicendo quello che un cattivo "gallurese" è, dicendo che ha recentemente cercato di rapire una certa fanciulla dalle montagne. Giovanni è furioso per sentire tale calunnia, ma non può spiegare la sua rabbia di Maria, il quale sottolinea che l'affermazione è, secondo lei, è vero. Rivegas continua a sostenere che è arrivato in tempo per salvarla, e nella sua gratitudine lei gli ha dato un bacio "e più". Gli altri lo congratulano, chiamandolo "El Cid" (un leggendario eroe spagnolo). In digressioni a Bastiano, Giovanni esprime la sua crescente frustrazione, mentre allo stesso tempo cercava di rassicurare Maria. Infine, Giovanni convince Maria ad aspettarlo in chiesa. Egli è pronto ad andare in taverna per uccidere Rivegas, ma Bastiano lo ferma e insiste per andare in prima. L'inno nella chiesa, che ha continuato per tutta questa scena, ora finisce.
Bastiano entra nella taverna, rideva forte. "Sei tu che devi essere ubriaco", racconta gli uomini, a credere alle storie di questo bugiardo. Bastiano spiega che era Rivegas che è stato il tentativo di violentatore, ma quando uno sconosciuto lo affrontò correva come un codardo. Gli uomini deridono Rivegas, che è troppo stordito per rispondere. Lui giura che avrà vendetta su Bastiano, e se ne va. Mentre usciva passa Giovanni, ora andando lì, che lo tratta da alcuni insulti. Rivegas riconosce Giovanni come lo straniero ha incontrato in precedenza, e si rende conto anche che egli è gallurese. Egli convoca il suo scagnozzo superstite, Josè e gli dice di avvisare la guardia spagnola.
Nella piazza, le persone si stanno radunando nuovamente, perché S. Antonio è apparso sulla porta della chiesa. Josè, nel sentire che gallurese è presente, comincia a farsi prendere dal panico, perseguitato da visioni del suo amico morto Tropea. Inciampa in mezzo alla folla e urla che la band di gallurese sta attaccando. Josè, nel sentire quel gallurese è presente, comincia a prendersi panico, perseguitato da visioni del suo amico morto Tropea. Inciampa in mezzo alla folla e urla che la banda di galluresi sta attaccando.
Questo porta a panico generale tra la gente, e Maria cerca di trovare Giovanni in mezzo alla folla. Bastiano ricorda Giovanni che la guardia spagnola arriverà presto, quindi devono fuggire. Maria, stupita, gli chiede se ha intenzione di abbandonarla in questo momento di crisi. Giovanni è tormentato, ma dice che si deve fuggire. Maria, ferita, chiama un ingrato e dice che non lo ama più.
L'esercito spagnolo arriva e un ufficiale comincia ad'interrogare le persone, cercando di capire dove sono andati galluresi i galluresi. Alcuni soldati fanno commenti osceni a Maria. Dopo un po' 'si arrendono e lasciano.
Giovanni e Bastiano ora restituiscono, insieme al resto della banda di galluresi, cantando una forte celebrazione della libertà. Portano con loro Rivegas, che ora è il loro prigioniero. Maria è contenta di vedere ancora una volta il suo amante, ma lei è perplesso. "Chi sei?" lei chiede. Lui le dice, ancora una volta, che egli è chiamato "Bôre", ma lei non è soddisfatta di tale risposta e insiste sul conoscere la piena verità. Rivegas, ridendo, le dice che Bôre non è altro che il famigerato Giovanni Gallurese. Maria grida e scappa via. Giovanni, in preda alla disperazione, corre in chiesa.

### Atto III
Tornata alla casetta di Nuvis, Maria è triste. Dice a suo padre che lei ama ancora Giovanni, e che una voce dentro di lei le dice che è veramente buono e la sua cattiva reputazione è falsa. Entrano in casa.
La banda di galluresi sta viaggiando lungo il sentiero. Che hanno ancora Rivegas prigioniero, e Bastiano e gli altri lo stanno schernendo. Si fermano, e Giovanni si confronta Rivegas. Rivegas, anche se spaventato, rimane orgoglioso, e parla in difesa della Spagna e della legge. Giovanni risponde raccontando i mali che il governo spagnolo ha portato sul suo popolo. Proprio in quel momento un gruppo di miserabili emigranti viene da. Al prezzo richiesto di Giovanni, spiegano che essi sono stati trasformati dalle loro case e sono in cerca di rifugio in montagna. Giovanni dà loro tutto il suo denaro, ed esprimono la loro gratitudine. Nuvis esce di casa e offre anche assistenza. Citando i rifugiati come ulteriore prova, Giovanni castiga nuovamente Rivegas per portare l'oppressione spagnola.
Giovanni ora annuncia che è il momento per la giustizia e anticipi su Rivegas con un coltello. Ma, con sorpresa di tutti, invece di uccidere Rivegas, Giovanni taglia i suoi legami e lo rende liberi. Dice Rivegas che lui è stanco di essere un leader dei ribelli, e gli offre la libertà in cambio di garantire un passaggio sicuro per Giovanni al largo dell'isola di esilio. Rivegas, stupito per il suo cambiamento di fortuna, si impegna e corre via.
Gli uomini di galluresi continuano sulla loro strada, lasciando Giovanni per incontrare Maria. Lei esce dalla casa e cantano ancora un altro duetto d'amore. Giovanni le dice che sta lasciando l'isola e la invita ad andare con lui, al che il duetto prosegue sia come offerta un addio alla loro casa.
Rivegas ora ritorna, portando un archibugio un'arma da fuoco primitivo usato nel XVII secolo. Lui prende la mira e spara a Giovanni, che cade, ferito a morte. Mentre giace morente, Giovanni dà Maria il suo corno, e lei soffia tre volte, convocando la banda Gallurese in loro aiuto. Rivegas combatte fuori con successo Nuvis e Giovanni, che ora riesce a malapena a stare in piedi, e afferra Maria e la porta via.
Gli uomini, ora guidati da Bastiano, ritornano e vedono il loro ex leader caduto. Dirige a seguire Rivegas e salvare Maria. Lo fanno; Rivegas viene ucciso (fuori scena) e Maria viene riportato. Lei va a Giovanni, ed egli offerte il suo addio per l'ultima volta. Con il suo ultimo respiro, Giovanni esclama: "La Sarda - Libertà" ("la libertà per la Sardegna").

## Prima rappresentazione
Personaggi ed interpreti della prima rappresentazione (Torino, Teatro Vittorio Emanuele 28.1.1905)
- Giovanni Gallurese Augusto Balboni (tenore)
- Maria figlia di Nuvis Bice Corsini (soprano)
- Nuvis, vecchio mugnaio Carlo Scattola (basso)
- Rivegas, catalano Mario Roussel (baritono)
- Bastiano, compagno di Giovanni Edgardo GherlinzoniI (tenore)
- Un ufficiale spagnolo Attilio Pulcini (baritono)
- José, un bravaccio di Rivegas Concetto Paterna (baritono)
- Tropéa, un bravaccio di Rivegas Silvio Faccio (baritono)
- Don Pasquale, oste - Faustino Ratti (basso)
- Un ragazzo - N.N. (contralto)
- DIRETTORE - Tullio Serafin

## Riprese
nel 1925 (19 febbraio) L’opera fu ripresa al teatro Metropolitan di New York con:
- Giacomo Lauri Volpi (Giovanni Gallurese)
- Maria Müller (Maria)
- Giuseppe Danise (Rivegas)
- Giovanni Martini (Nuvis)
- Adamo Didur (José)
- Direttore: Tullio Serafin

Il 15 novembre 1931 l'opera fu trasmessa dall’EIAR (odierna RAI) di Torino con:
- Arturo Ferrara (Giovanni Gallurese)
- Luisa Lucini (Maria)
- Enrico Roggio (Rivegas)
- Bruno Carmassi (Nuvis)
- Sante Canali (José)
- Direttore: Ugo Tansini